# Кертес, Иштван
Иштван Кертес (венг. Kertész István; 28 августа 1929, Будапешт — 16 апреля 1973, Кфар-Сава) — венгерский дирижёр, работавший преимущественно в Германии и Австрии.

## Биография
Родился в еврейской семье. Его отец, Миклош Кертес (изначально Клейн; 1898—1937), происходил из Сечень, управлял кожедубильным предприятием и умер от разлитого аппендицита в 1937 году; мать — Маргит Муресиан (1903—1974). Его младшая сестра Вера (1933—2015) была дизайнером ткани в Нью-Йорке.
С шести лет учился играть на скрипке, с двенадцати также на фортепиано. В 1953 г. окончил Будапештскую академию музыки, где его учителями по композиции были Лео Вайнер, Золтан Кодаи и Режё Кокай; дирижирование Кертес изучал под руководством Яноша Ференчика и Ласло Шомодьи.
В 1953—1955 гг. Кертес дирижировал оркестром в Дьёре, затем на протяжении двух лет работал в Будапештской опере. После подавления Венгерской революции 1956 года покинул Венгрию вместе с женой, певицей Эдит Габри, и маленькой дочерью. Некоторое время совершенствовал дирижёрское мастерство в Риме у Фернандо Превитали.
Дебютировав на исходе 1950-х гг. в Гамбургской опере, Кертес быстро завоевал авторитет постановками опер Бетховена, Верди и особенно Моцарта. В 1960 г. он возглавил оперный театр в Аугсбурге, в 1961 г. впервые принял участие в Зальцбургском фестивале с моцартовским «Похищением из сераля». С 1964 г. музыкальный руководитель Кёльнской оперы, одновременно в 1965—1967 гг. главный дирижёр Лондонского симфонического оркестра. Трагически погиб во время гастролей в Израиле (утонул во время купания).
Среди записей — первый в мире полный комплект симфоний Антонина Дворжака, все симфонии Иоганнеса Брамса и Франца Шуберта, а также произведения Белы Бартока, Людвига ван Бетховена, Джузеппе Верди, Золтана Кодаи, Густава Малера, Вольфганга Амадея Моцарта, Отторино Респиги, Джоаккино Россини.